# Pavel Rousek
Pavel Rousek (* 27. srpna 1953, Opočno) je český římskokatolický kněz, farář ve Vysokém Veselí, kanovník litomyšlské kapituly a papežský kaplan.

## Život
Má staršího bratra Josefa a sestru Marii. Bratr jej v šestnácti letech přivedl k ministrování. Od roku 1974 působil jeho bratr Josef jako kněz nejprve v pražské arcidiecézi, později přešel do litoměřické diecéze. Pavel Rousek se vyučil zámečníkem a poté vystudoval střední průmyslovou školu strojní. Po šesti letech aktivit ve farním společenství mládeže vstoupil roku 1975 do litoměřického kněžského semináře, teologické studium však musel v letech 1977 až 1979 přerušit kvůli základní vojenské službě. Dne 25. června 1982 přijal v Hradci Králové kněžské svěcení a pak byl do roku 1984 farním vikářem v Pardubicích. Následně působil postupně v Pilníkově, v roce 1986 přibližně půl roku v Hněvčevsi a poté v Mlázovicích. V únoru 1988 se stal administrátorem v Rokytnici v Orlických horách, odkud také excurrendo spravoval farnosti Neratov, Orlické Záhoří, Říčky, Nebeská Rybná, Zdobnice, Kačerov, Bělá a Pěčín, a v dubnu 1990 byl přeložen do Červeného Kostelce.
Roku 1992 založil Diecézní centrum života mládeže Vesmír v Jedlové v Orlických horách a pak jej čtrnáct let vedl, a to od června 1993 jako farář farnosti Deštné v Orlických horách, na jejímž území se centrum nachází. V roce 2006 byl jmenován kanovníkem Kolegiátní kapituly při kostele Povýšení sv. Kříže v Litomyšli a vzápětí odjel na devítiměsíční kurs do Centra spirituality společenství Hnutí fokoláre v italském Loppianu. Po návratu z Itálie se v roce 2007 stal farářem ve Vysokém Veselí a administrátorem excurrendo v Chomuticích u Hořic, do sloučení s veselskou farností na konci roku 2008 také v Hradíšťku a Slatinách a od ledna 2010 navíc i v Ohnišťanech a Smidarech, do roku 2008 byl rovněž kaplanem pro mládež jičínského vikariátu. V roce 2009 jej papež Benedikt XVI. jmenoval kaplanem Jeho Svatosti. Později byl Pavel Rousek ustanoven též hospicovým kaplanem pro Domácí hospic Duha v Hořicích a od října 2014 do léta roku 2018 byl i okrskovým vikářem jičínského vikariátu.
Koncem července roku 2018 byl z farnosti Vysoké Veselí uvolněn a s platností od 1. srpna 2018 ustanoven farářem v Novém Hradci Králové. Již po měsíci byl však do Nového Hradce Králové ustanoven jako farář emeritní děkan pražské teologické fakulty, Prokop Brož. Pavel Rousek byl následně jmenován koordinátorem nemocniční duchovní služby v královéhradecké diecézi a výpomocným duchovním při královéhradeckém kostele Nanebevzetí Panny Marie. Vedle toho mu byla ponechána duchovní správa farnosti Chomutice u Hořic, kterou ex currendo spravoval již za svého působení ve Vysokém Veselí.

## Dílo
- Proč právě já..., in: VI. den hospicové paliativní péče, Hospic sv. Jana N. Neumanna, Prachatice 2011, ISBN 978-80-904587-2-7, str. 34-36
- Poznámka Pavla Rouska, faráře z V. Veselí, Jičínský deník 26. 5. 2011, str. 3